# Флоринеа
Флоринеа (порт. Florínea)  —  муниципалитет в Бразилии, входит в штат Сан-Паулу. Составная часть мезорегиона Ассис. Входит в экономико-статистический  микрорегион Асис. Население составляет 3212 человека на 2006 год. Занимает площадь 227,359 км². Плотность населения — 14,1 чел./км².

## Статистика
- Валовой внутренний продукт на 2003 составляет 86.959.124,00 реалов (данные: Бразильский институт географии и статистики).
- Валовой внутренний продукт на душу населения на 2003 составляет 27.405,96 реалов (данные: Бразильский институт географии и статистики).
- Индекс развития человеческого потенциала на 2000 составляет 0,759 (данные: Программа развития ООН).